# Batalla de Tesalónica (1014)
La batalla de Tesalónica (en búlgaro: Битка при Солун) se libró entre los imperios búlgaro y bizantino en el verano de 1014 cerca de la ciudad de Tesalónica, en el norte de la moderna Grecia. El ejército búlgaro bajo el mando de Nestoritsa fue derrotado por los bizantinos encabezados por el gobernador de Tesalónica Teofilacto Botaniates y fue incapaz de desviar las principales fuerzas bizantinas que atacaban a los búlgaros entre las murallas de Belasitsa y las montañas Ograzhden.

## Preludio
En el verano de 1014 el emperador bizantino Basilio II lanzó su campaña anual contra Bulgaria. Desde el oeste de Tracia por Serres llegó al valle del río Strumeshnitsa donde sus tropas se detuvieron por una densa empalizada custodiada por un ejército bajo el mando personal de Samuel. Para desviar la atención del enemigo, el emperador búlgaro envió una gran fuerza bajo su general Nestoritsa hacia el sur para atacar a la segunda ciudad más grande del Imperio Bizantino, Salónica.

## La batalla
Varios días después Nestoritsa llegó a las proximidades de Tesalónica. En los campos al oeste de la ciudad o, según otros historiadores, cerca del río de Galik enfrentándose a un ejército fuerte dirigido por el doux (gobernador) de Tesalónica, Teofilacto Botaniates y su hijo Miguel. El hijo del gobernador cargo contra los búlgaros, pero fue rodeado. En la feroz batalla los búlgaros sufrieron muchas bajas y tuvieron que retirarse con la ayuda de los arqueros. Un segundo ataque de Miguel y la caballería resultaron en una derrota completa para las tropas de Nestoritsa que huyeron. Los bizantinos victoriosos capturaron muchos soldados. Después de haber asegurado Tesalónica, Botaniates quiso unirse al ejército de Basilio en Belasitsa.
Posteriormente en ese verano Botaniates y su ejército fueron derrotados en el barranco del sur de Strumitsa y perecieron en la batalla, asesinados por el hijo de Samuel Gabriel Radomir. Nestoritsa, quien sobrevivió a la derrota, se entregó a Basilio II, cuatro años después en 1018, después de que el emperador bizantino entró en la capital búlgara de Ohrid.